# Liechtenstein aux Jeux olympiques d'été de 1972
Le Liechtenstein a participé aux Jeux olympiques d'été pour la 7e fois en 1972 à Munich avec une délégation de 6 athlètes, exclusivement des hommes. La délégation n'a pas remporté de médaille olympique.

## Cyclisme sur route
| Athlète   | Compétition     | Temps | Rang |
| --------- | --------------- | ----- | ---- |
| Paul Kind | Course en ligne | -     | DNF  |

## Gymnastique
Hommes :
- Bruno Banzer

## Judo
Hommes : 
- Armin Büchel
- Hansjakob Schädler

## Tir
Hommes :
- Louis Frommelt
- Remo Sele

## Sources
- (en) Cet article est partiellement ou en totalité issu de l’article de Wikipédia en anglais intitulé « Liechtenstein at the 1972 Summer Olympics » (voir la liste des auteurs).